# Teo Escamilla
Teodoro Escamilla Serrano, més conegut com a Teodoro Escamilla (Sevilla, 20 d'octubre de 1940-Matanzas, Cuba, 21 de desembre de 1997) va ser un director de fotografia i cineasta espanyol.

## Trajectòria
Deixeble de Luis Cuadrado, va començar treballant com a reporter gràfic i fotògraf per a revistes com Sábado Gráfico, Cine en siete días, El Caso o el diari Madrid. Després treballà com a il·luminador per a Televisión Española. Després va treballar com a director de fotografia amb Carlos Saura, Jaime de Armiñán, Enrique Brasó, Manuel Gutiérrez Aragón, Josefina Molina, José Luis Borau, Antonio Giménez Rico o Ricardo Franco. El 1980 va debutar com a director amb el curtometratge Quiero ser mayor. L'any següent va dirigir l'episodi Soñando para vivir (1981) per la pel·lícula col·lectiva Cuentos para una escapada, on també hi treballaren Jaime Chávarri, Emiliano de Pedraza, José Luis García Sánchez, Manuel Gutiérrez Aragón, Carles Mira, Miguel Ángel Pacheco i Gonzalo Suárez. La seva opera prima, Tú solo, es un drama documental de gènere taurí que va dirigir el 1984. Va morir a Cuba el 1997 d'un atac de cor quan preparava una pel·lícula que anava a dirigir ell mateix.

## Filmografia
- 1975, Cría cuervos
- 1976, El desencanto
- 1976, La ciutat cremada
- 1976 Quiero ser mayor (curtmetratge)
- 1977, A un dios desconocido
- 1979: Mamá cumple cien años
- 1979: El corazón del bosque
- 1981, Función de noche
- 1981, Trágala, perro
- 1981, Bodas de sangre
- 1982, Antonieta
- 1983, Carmen
- 1984, Feroz
- 1984, Río abajo
- 1987, El amor brujo
- 1988, El Dorado
- 1989, Montoyas y Tarantos
- 1989, Juncal
- 1992, El Quijote de Miguel de Cervantes[3]
- 1993, La Lola se va a los puertos
- 1997, Muerte en Granada

## Premis
Medalles del Cercle d'Escriptors Cinematogràfics
| ! Any | Categoria         | Pel·lícula                                  | Resultat  |
| ----- | ----------------- | ------------------------------------------- | --------- |
| 1979  | Millor fotografia | Mamá cumple cien años El corazón del bosque | Guanyador |
| 1981  | Millor fotografia | Conjunt de la seva labor                    | Guanyador |

- El 1984, Esment Especial al Millor Director Novel en el Festival de Cinema de Sant Sebastià per Tú solo.[6]
- El 1987, Premi Goya a la Millor Fotografia per El amor brujo
- El 1998, el Festival de Cinema Iberoamericà de Huelva el va homenatjar en la seva secció Memorial.[7]
- El 1989, Nominació a Premis Goya Millor Fotografia per Berlín Blues i El Dorado
- El 1990, Nominació a Premis Goya Millor Fotografia per La noche oscura i Montoyas y Tarantos.